# Bitka na Alamani
Bitka pri Alamani med Grki in Osmanskim cesarstvom se je bíla med grško vojno za neodvisnost 22. aprila 1821.

## Bitka
Ko je 1. aprila 1821 Livadeja padla v roke grških borcev pod poveljstvom Athanasiosa Diakosa in Vasilisa Bousgosa, je Hursid-paša ukazal, da dva od svojih najbolj sposobnih poveljnikov iz Tesalije, Omerja Vrionija in Köseja Mehmeda na čelu 8000 mož zadušita upor v Rumeliju in nato na Peloponezu streta obleganje pri Tripoli.
Da bi ustavilosmansko napredovanje v Rumeli, je Athanasios Diakos svojo skupino, ki so jo okrepili borci Dimitriosa Panourgiasa in Yiannisa Dyovouniotisa, zavzel obrambne položaje blizu Termopil. Grške sile so štele 1500 ljudi, razdeljenih na tri dele - Dyovouniotis naj bi branil most pri Gorgopotamosu, Panourgias višine Halkomata in Diakos pa most na Alamani.
Osmanski Turki so se kmalu po odhodu iz taborišča v Lianokladiju blizu Lamije razdelili. Glavna sila je napadla Diakosa, drugi del se je lotil Dyovouniotisa, katerega sile so bile hitro hitro izčrpane, nato pa Panourgiasa, katerega borci so se umaknili, ko je bil v boju ranjen. Večina grških sil je pobegnila, tako da so se Osmanlije osredotočili na Diakosov položaj na mostu čez Alamano. Ko je Bourgos, boreč se ob strani Diakosa, videl, da je samo še vprašanje časa, kdaj jih bo sovražnik preplavil, je prosil poveljnika, naj se umakne na varno. Diakos se je odločil, da bo ostal in se boril s 48 moškimi; nekaj ur so se upirali v obupnem boju na nož, preden so zlomili. Diakos, ranjen v bitki, so ujeli, ko se mu je zlomil meč.

### Diakosova smrt
Diakosa so privedli pred Omerja Vrionija, ki mu je ponudil mesto častnika v svoji vojski. Diakos je ponudbo nemudoma zavrnil in odgovoril:
"Rodil sem se Grk in bom Grk umrl."Vrioni je nato ukazal, da Diakos nabijejo na kol.
Otomani so hoteli, da Diakos moriski kol nese sam, vendar ga je s prezirom vrgel s sebe. Ko so ga vodili na morišče,so ga ljudje slišali peti 
"Glejte, kako se je Haron odločil, da me vzame s seboj zdaj, ko veje cvetijo, zdaj, ko trava raste iz zemlje."
Diakosova pesem je imela v mislih upor Grkov proti Osmanskemu cesarstvu. Ena priljubljena različica pravi, da so Diakosa žgali na ognju, pražen tudi na ognju, vendar to ni verjetno. Neko drugo ustno sporočilo pravi, da ga je naslednji dan nek grški upornik ubil iz usmiljenja, ko je videl njegov smrtni boj na kolu. 

## Posledice
Čeprav se je bitka končala s porazom za Grke, je smrt Athanasiosa Diakosa grškemu narodnemu cilju dala navdih in mit o junaškem mučeniku.